# Călărași (Moldavia)
Călărași es una localidad de Moldavia, en el distrito (Raión) de Călărași.
Se encuentra a una altitud de 157 m sobre el nivel del mar.
Se sitúa sobre la carretera E58, unos 40 km al noroeste de Chisináu.

## Demografía
Según estimación 2010 contaba con una población de 11 897 habitantes.